# Mopiènga
Mopiènga är en ort i Burkina Faso.   Den ligger i provinsen Gnagna Province och regionen Est, i den östra delen av landet, 180 km öster om huvudstaden Ouagadougou. Mopiènga ligger 270 meter över havet och antalet invånare är 2 275.
Terrängen runt Mopiènga är mycket platt. Runt Mopiènga är det glesbefolkat, med 19 invånare per kvadratkilometer.. Närmaste större samhälle är Nindaongo, 18,6 km väster om Mopiènga.
Trakten runt Mopiènga består i huvudsak av gräsmarker.